# Technische Universität Berlin
Technische Universität Berlin (TUB) er et teknisk universitet i Berlin, Tyskland. Universitetet blev grundlagt i sin nuværende form i 1946 og er med sine næsten 30.000 studerende et af de største tekniske universiteter i Tyskland. Det har samtidig den højeste andel af udenlandske studerende; ca. 20% i sommersemestret 2007. I alt har otte alumner og professorer fra universitetet vundet Nobelprisen.
Universitet er en fusion af Technische Hochschule Charlottenburg (grundlagt 1879), Bauakademie (grundlagt 1799) og Technische Schule (grundlagt 1821).
Universitetet er spredt over flere adresser i det vestlige Berlin. Det primære campus er placeret i bydelen Charlottenburg. I alt tilbyder TUB omkring 50 forskellige uddannelser.
TU Berlin breder sig over ca. 604.000 m², fordelt på forskellige adresser i det vestlige Berlin. Hovedcampusset er placeret i Charlottenburg. Universitetets syv fakulteter har ca. 35.570 (pr. 1. december 2019).

## Fakulteter
Siden 4. april 2005 har universitetet haft følgende fakultære opdeling:
- Humaniora
- Matematik og naturvidenskab
- Proces- og ingeniørvidenskab
- Elektrisk ingeniørvidenskab og datalogi
- Mekanisk ingeniørvidenskab og transportvidenskab
- Planlægning, byggeri og miljø
- Økonomi og management